# یین دانکن اسمیت
یین دانکن اسمیت (انگلیسی: Iain Duncan Smith؛ زادهٔ ۹ آوریل ۱۹۵۴) سیاست‌مدار از حزب محافظه‌کار اهل بریتانیا است. وی از مه ۲۰۱۰ تا مارس ۲۰۱۶ رهبر اپوزیسیون بود.